# Protodiaspis chichi
Protodiaspis chichi är en insektsart som beskrevs av Mckenzie och Nelson-rees 1962. Protodiaspis chichi ingår i släktet Protodiaspis och familjen pansarsköldlöss.
Artens utbredningsområde är Guatemala. Inga underarter finns listade i Catalogue of Life.